# Флуоресцентная микроскопия
Флуоресце́нтная микроскопи́я (англ. fluorescence microscopy) — метод получения увеличенного изображения с использованием люминесценции возбуждённых атомов и молекул образца. Широко применяется в материаловедении и медико-биологических областях.

## Описание
Молекулы способны поглощать кванты света и переходить в электронно-возбужденные состояния. Возвращение молекулы в «обычное» (основное) состояние, сопровождающееся излучением света, называют флуоресценцией. Поглощение и флуоресценция обуславливаются строением энергетических уровней электронов молекулы и поэтому является специфическим, для каждого типа молекулы, свойством (см. подробнее в статье электронно-колебательная спектроскопия).
Биологический материал, как правило, сам по себе флуоресцирует крайне слабо, но благодаря применению ярких и разнообразных флуоресцентных молекул (флуорофоров), способных специфически окрашивать разные структуры тканей и клеток, метод флуоресцентной микроскопии оказался очень ценным для медико-биологических наук.
Традиционные методы флуоресцентной микроскопии обладают существенно более низким разрешением по сравнению с электронной или атомно-силовой микроскопией. Однако в отличие от последних, оптическая микроскопия позволяет наблюдать за внутренней микроструктурой клеток и даже небольших организмов, причем не только фиксированных, но и живых. Благодаря этому флуоресцентная микроскопия оказалась наилучшим методом для изучения механизмов функционирования организмов на клеточном, субклеточном и молекулярном уровнях.
Во флуоресцентном микроскопе образец облучается светом с большей частотой, а изображение получают в оптическом спектре. Излучение образца, соответственно, пропускается через фильтр, отсекающий свет на частоте возбуждения. Изображение флюоресцентного препарата может быть сфотографировано специализированной цифровой камерой, позволяющей делать снимки с большой выдержкой. Для некоторых изображений это время может достигать 60 минут.
Интенсивное развитие флуоресцентной микроскопии на рубеже XX и XXI веков привело к развитию новых методов — двухфотонной и конфокальной микроскопии, а также ряда подходов, позволивших преодолеть дифракционный барьер оптического разрешения и достичь беспрецедентного наноразрешения.
Одним из видов флуоресцентной микроскопии является конфокальная микроскопия — метод, позволяющий получать изображение заданного слоя образца, избавляясь от вклада выше- и нижележащих слоёв. Таким образом, этот метод обладает сравнимым разрешением по трём координатным осям.
Другая разновидность флуоресцентной микроскопии — эпифлуоресцентная микроскопия — позволяет исследовать поверхность и узкую приповерхностную зону образца.

## Флуоресцентная микроскопия полного внутреннего отражения
Метод флуоресцентной микроскопии полного внутреннего отражения (TIRFM) основан на явлении отражения электромагнитных волн от границы раздела двух прозрачных сред, которое возникает при условии, что волна падает из среды с более высоким показателем преломления под углом, превышающем критический (1/n). Интенсивность излучения, проникающего во вторую среду затухает по экспоненциальному закону, что позволяет детектировать флуоресцентные объекты, возбуждаемые этим излучением, в пограничном слое толщиной ~100 нм с разрешением до 10 нм. Таким образом, TIRFM может по праву считаться одним из методов флуоресцентной наноскопии. В биологии метод используется для визуализации плазматической мембраны и примембранных структур клеток.

## Флуоресцентная наноскопия
В последние годы было разработано несколько новых подходов в области флуоресцентной микроскопии, которые позволили преодолеть дифракционный барьер оптического разрешения и достичь очень высокого ~10 нм. Эти методы стали объединять общим термином флуоресцентная наноскопия.